# Хайнрих I (Салм)
Вижте пояснителната страница за други личности с името Хайнрих I.
Хайнрих I фон Салм и Лангенщайн (на немски: Heinrich I von Salm und Langenstein; * ок. 1100; † 1165/ок. 1170) от род Дом Салм, е граф на Салм в Люксембург.

## Живот
Той е син на граф Херман II фон Салм-Лангенщайн (1075 – 1136) и съпругата му Агнес дьо Бар († сл. 1147, вер. 1176), дъщеря на граф Дитрих от Мусон († 1105). По баща е внук на Херман Люксембургски († 1088), граф на Салм и немски геген-крал (1081 – 1088) в Саксония.
Хайнрих I получава територията в Йослинг в Люксембург, а брат му Херман III, получава територията Саверн в Елзас. Брат му Дитрих фон Салм († 1156) е абат на „Св. Паул“ във Вердюн.
Наследниците на Хайнрих наследяват бездетния си чичо Херман III.

## Фамилия
Хайнрих I се жени за Клеменция фон Дагсбург († пр. 1169), вероятно дъщеря на граф Албрет I фон Дагсбург или на граф Хуго IX фон Дагсбург († сл. 1137). Те имат децата:
- Хайнрих II фон Салм (ок. 1160 – 1200/1204), женен ок. 1189 г. за Юта от Горна Лотарингия († сл. 1186)
- Мехтилд фон Салм († 1200), омъжена ок. 1192 г. за граф Фридрих III фон Вианден († сл. 1200)
- Елизабет (Елизе) фон Салм (ок. 1132 – сл. 1200), омъжена ок. 1159 г. за граф Фридрих II фон Салм и Вианден († сл. 1187)